# 10. група хемијских елемената

10. група хемијских елемената је једна од 18 група у периодном систему елемената. У овој групи се налазе:
- Никл
- Паладијум
- Платина
- Дармштатијум

Сва четири елемента ове групе су прелазни метали. Никл, Паладијум и Платина се јављају у природи док је Дармштатијум вештачки добијен. Атомске масе ових елемената крећу се између 58,69 и 271.
Ова група носи назив и VIIIB група хемијских елемената